# Goch
Goch (ortografía arcaica: Gog, en neerlandés: Gogh) es una ciudad en el distrito de Cléveris, en el estado de Renania del Norte-Westfalia, Alemania. Se encuentra cerca de la frontera con los Países Bajos, aproximadamente 12 kilómetros al sur de Cléveris, y 27 kilómetros al sureste de Nimega.  

## Historia
Goch es una ciudad de 750 años. Fue parte del Ducado de Cléveris. En 1614, mediante el Tratado de Xanten, el ducado pasó a formar parte de Brandeburgo-Prusia. Al año siguiente fue ocupada por las Provincias Unidas y en 1622 por las tropas españolas, aunque los neerlandeses la toman de nuevo el 29 de enero de 1625.
El autor español, líder militar y gobernador de los Países Bajos españoles, Francisco de Moncada, murió aquí en 1635, año en el que los españoles después de su victoria en el sitio de Lovaina volvieron a ocupar la villa entre julio y abril de 1636, cuando es devuelta a Brandeburgo.
Después de casi veinte años de ocupación francesa en 1815 el Congreso de Viena, la concedió al Reino de Prusia.
Está hermanada con la ciudad de Andover (Hampshire) en Inglaterra, y la ciudad de Veghel en los Países Bajos.
Aquí nacieron el campeón olímpico Josefa Idem y de Otón III Emperador del Sacro Imperio Romano Germánico.

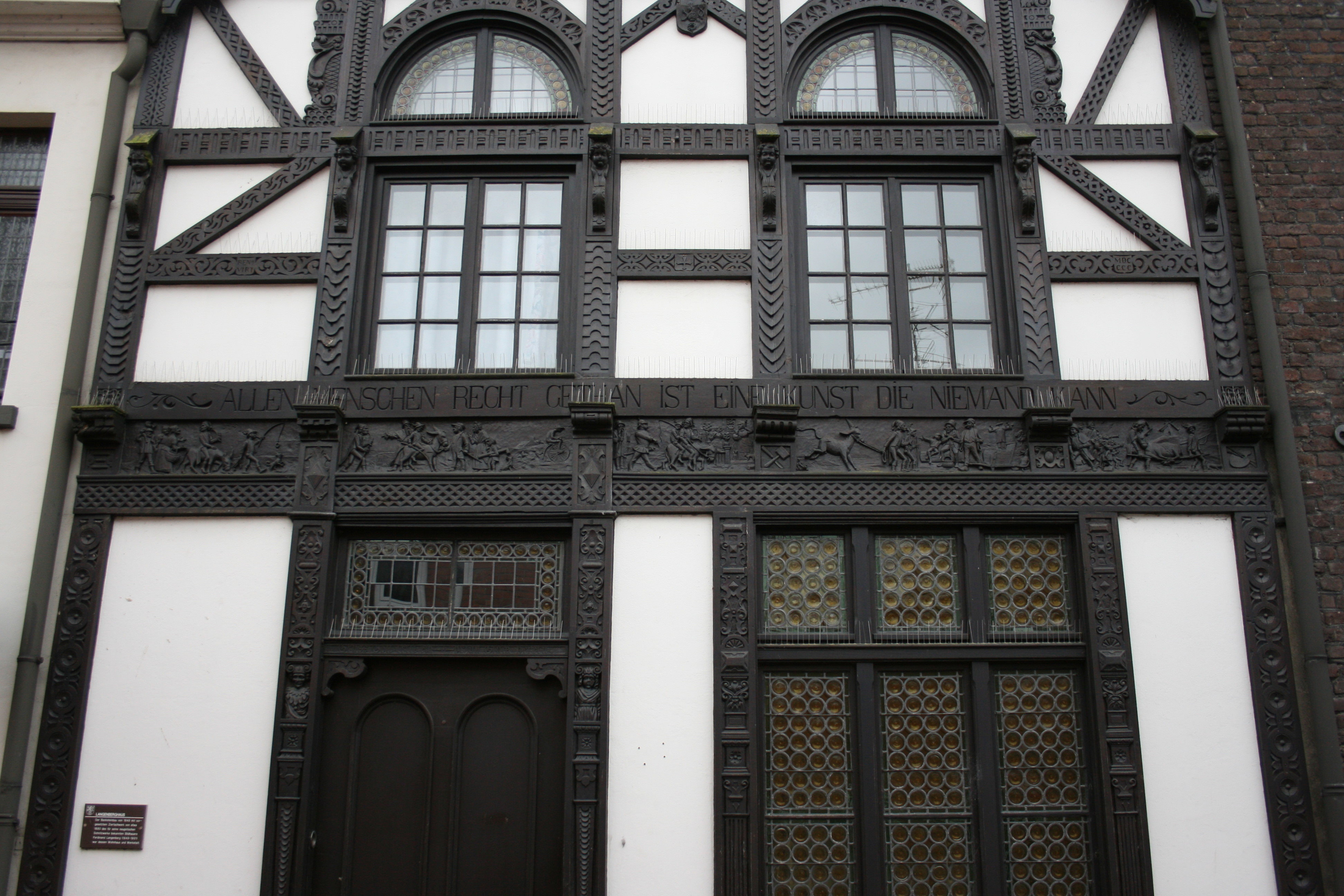
Ventanas en Goch
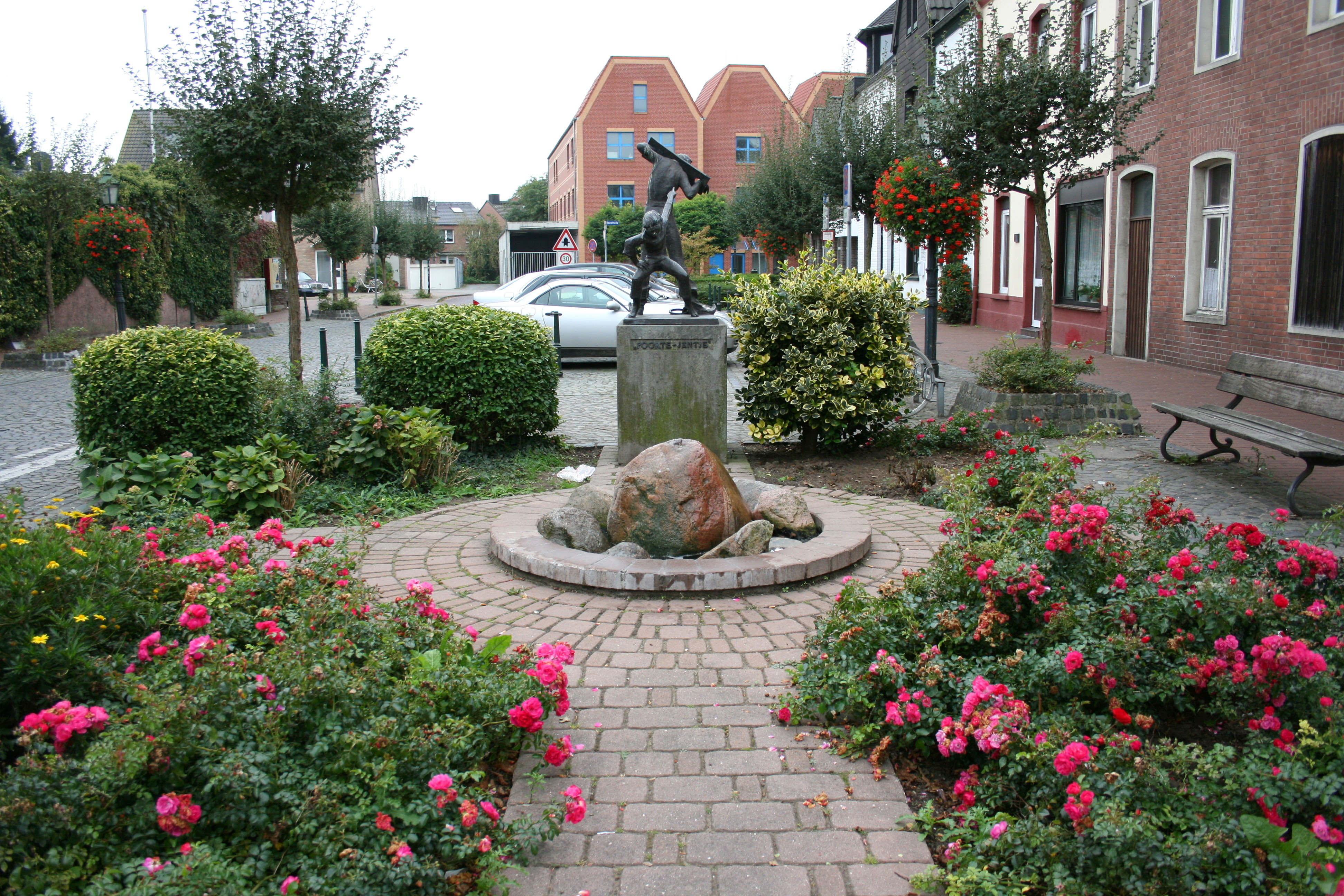
Jardín en la vía pública de Goch
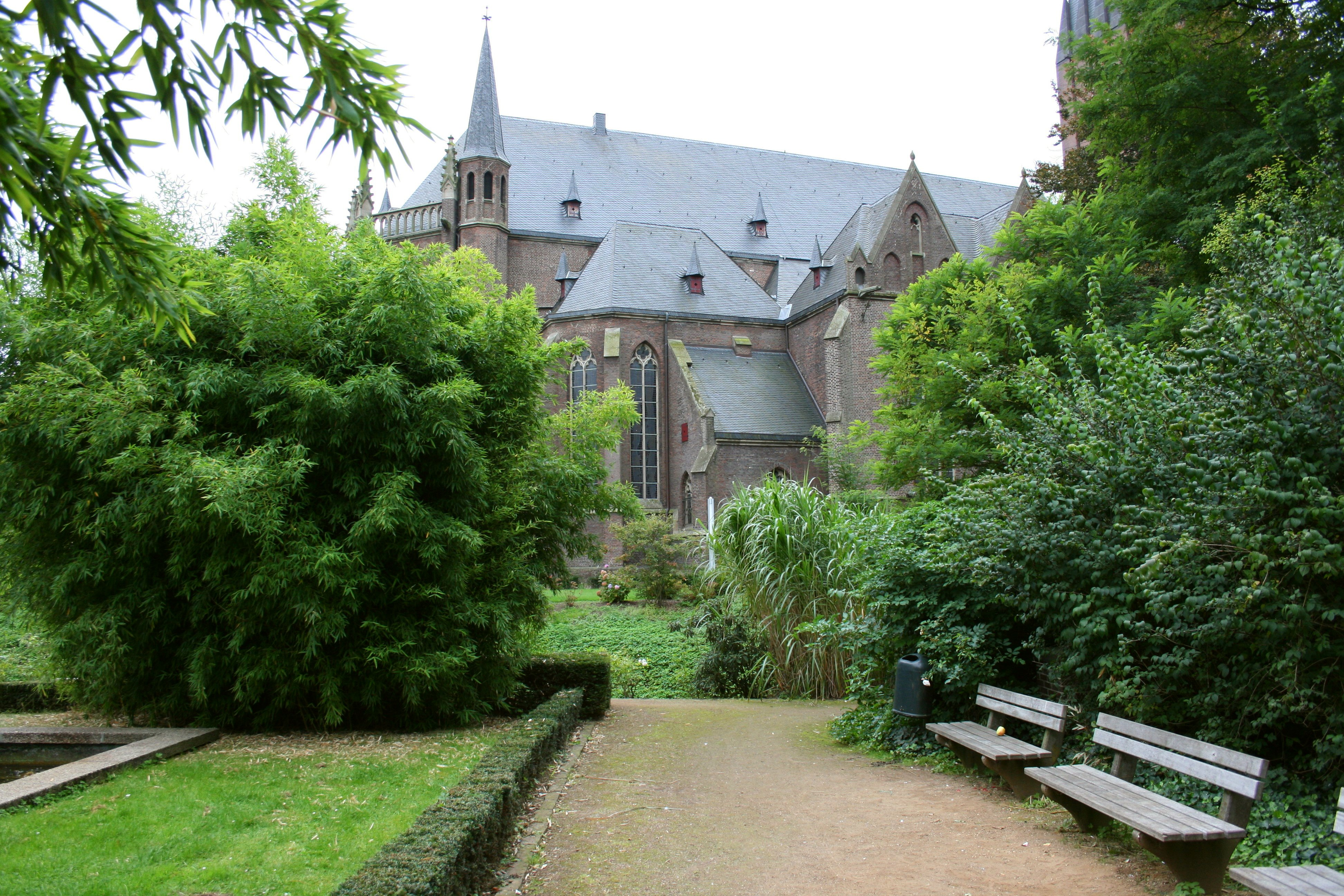
Iglesia Santa María Magdalena en Goch
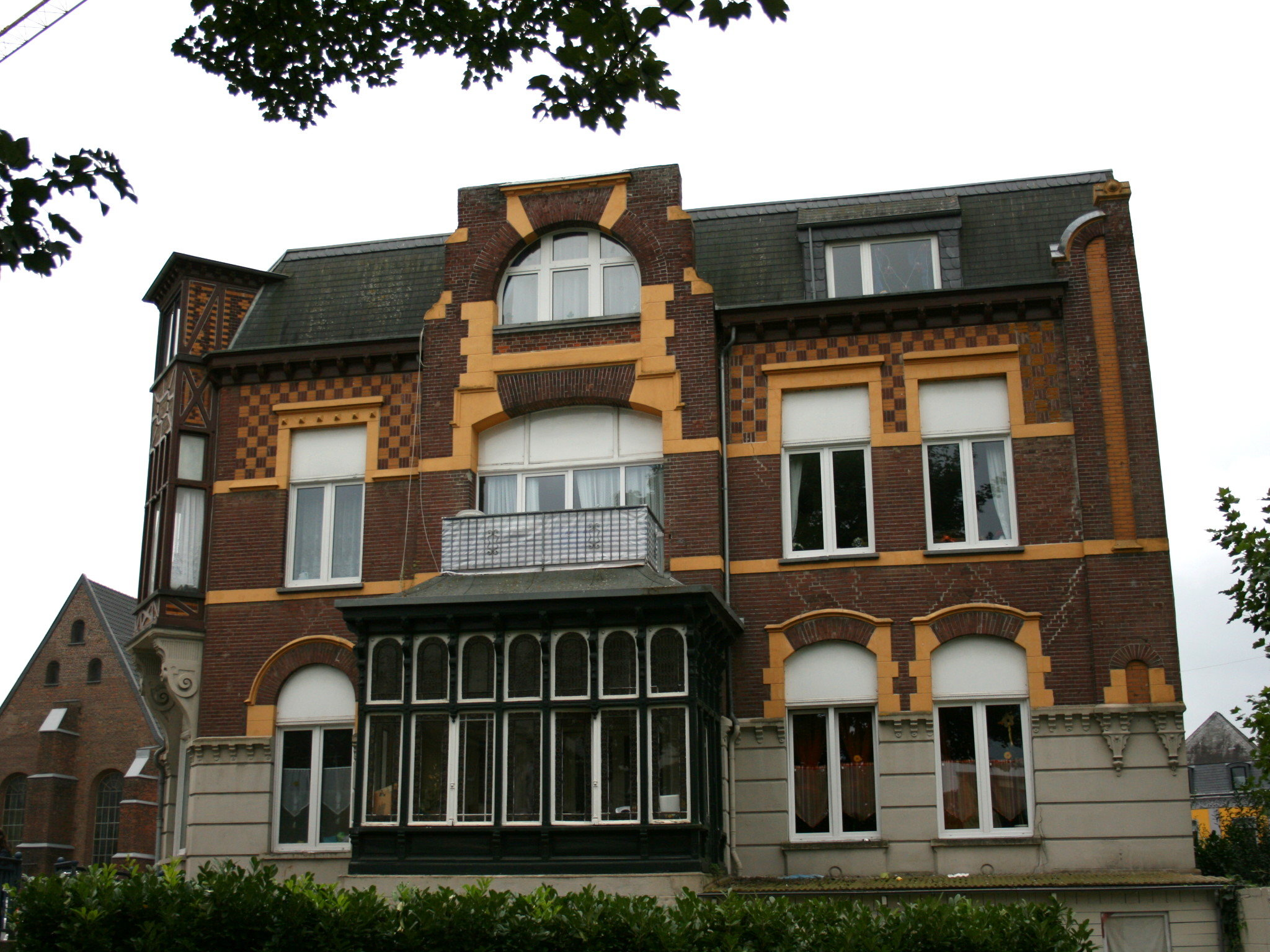
Casa en Goch
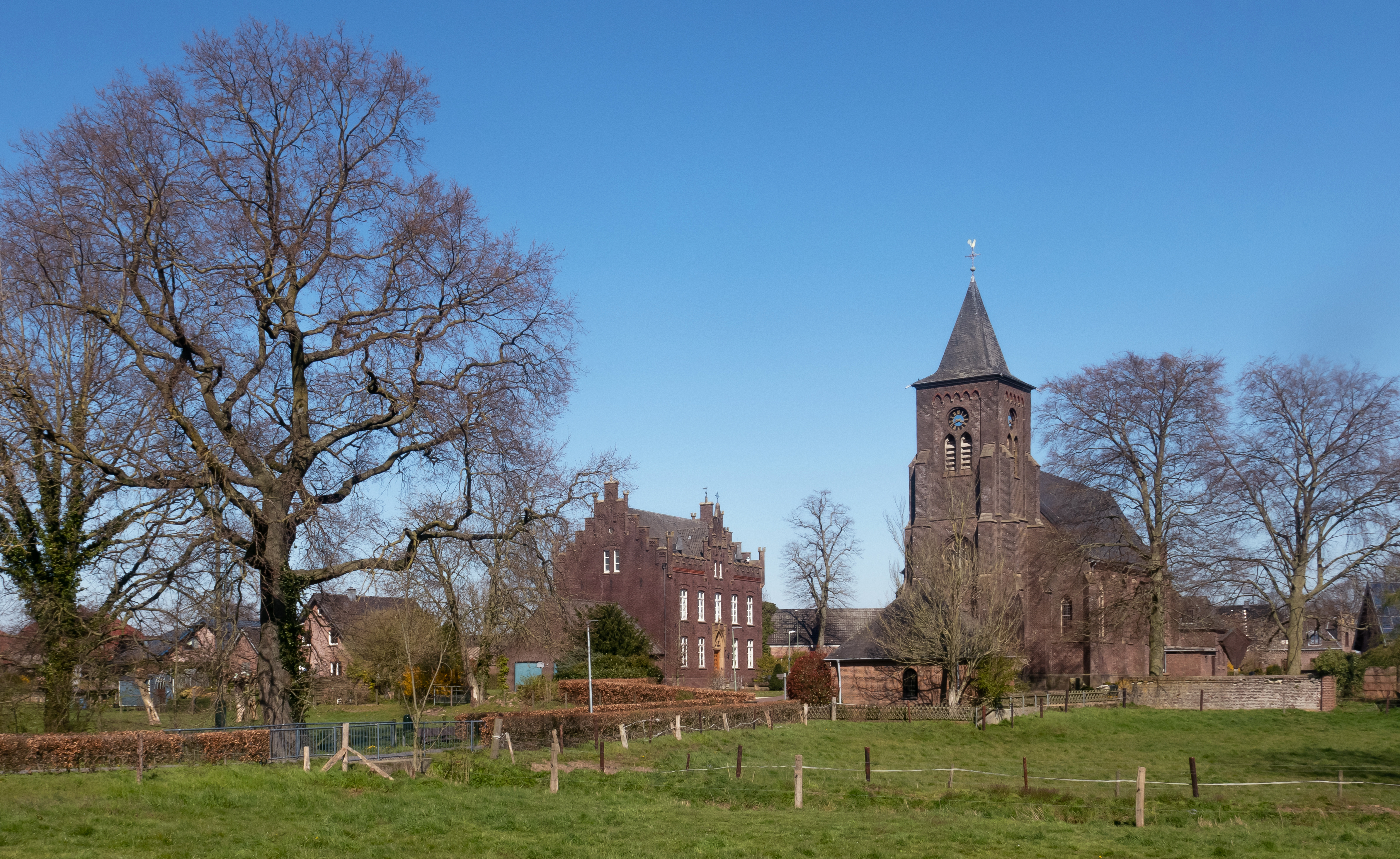
Hommersum, la iglesia catolica (Pfarrkirche Sankt Petrus) con el presbiterio
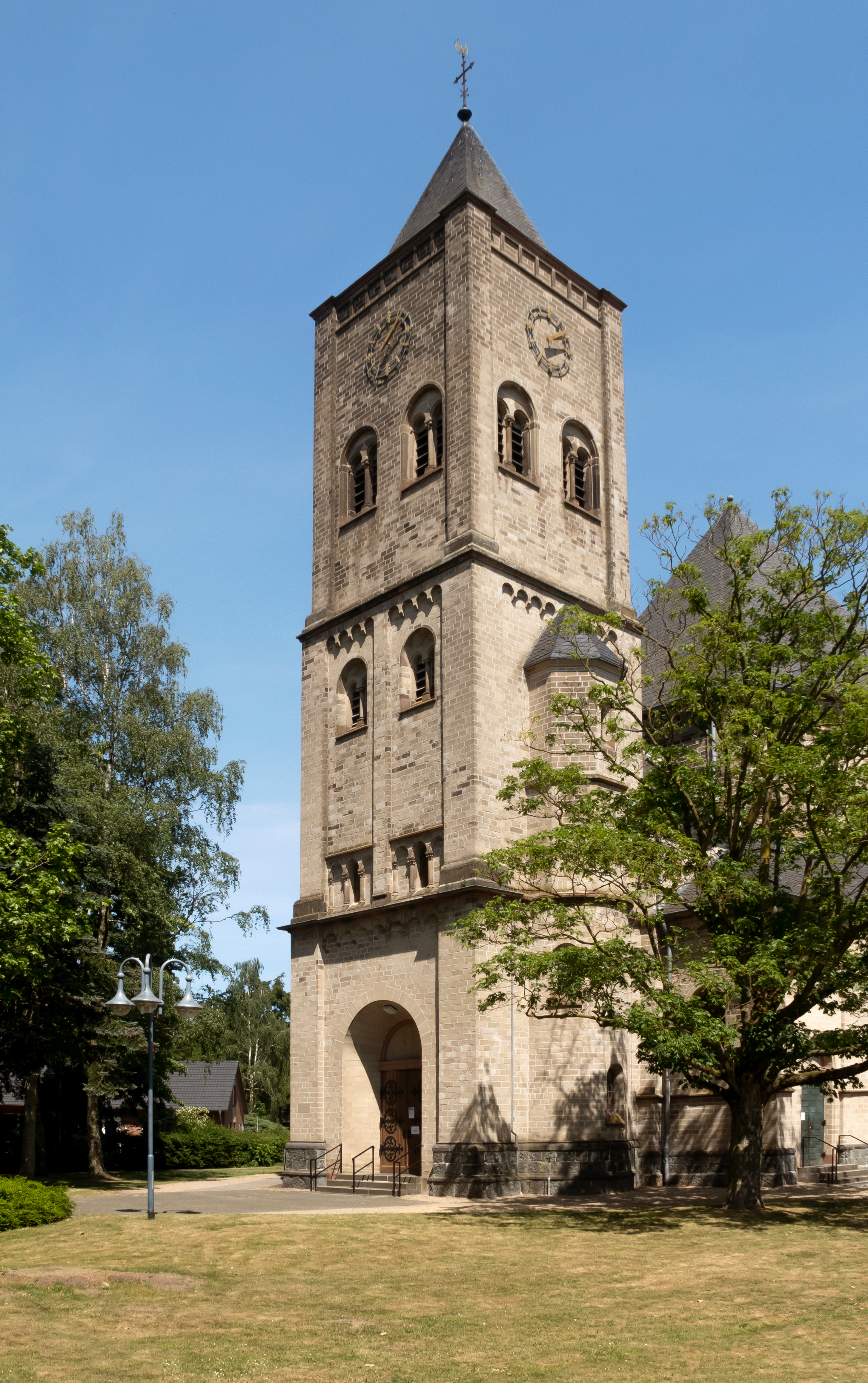
Asperden, la iglesia catolica: Pfarrkirche Sankt Vincentius
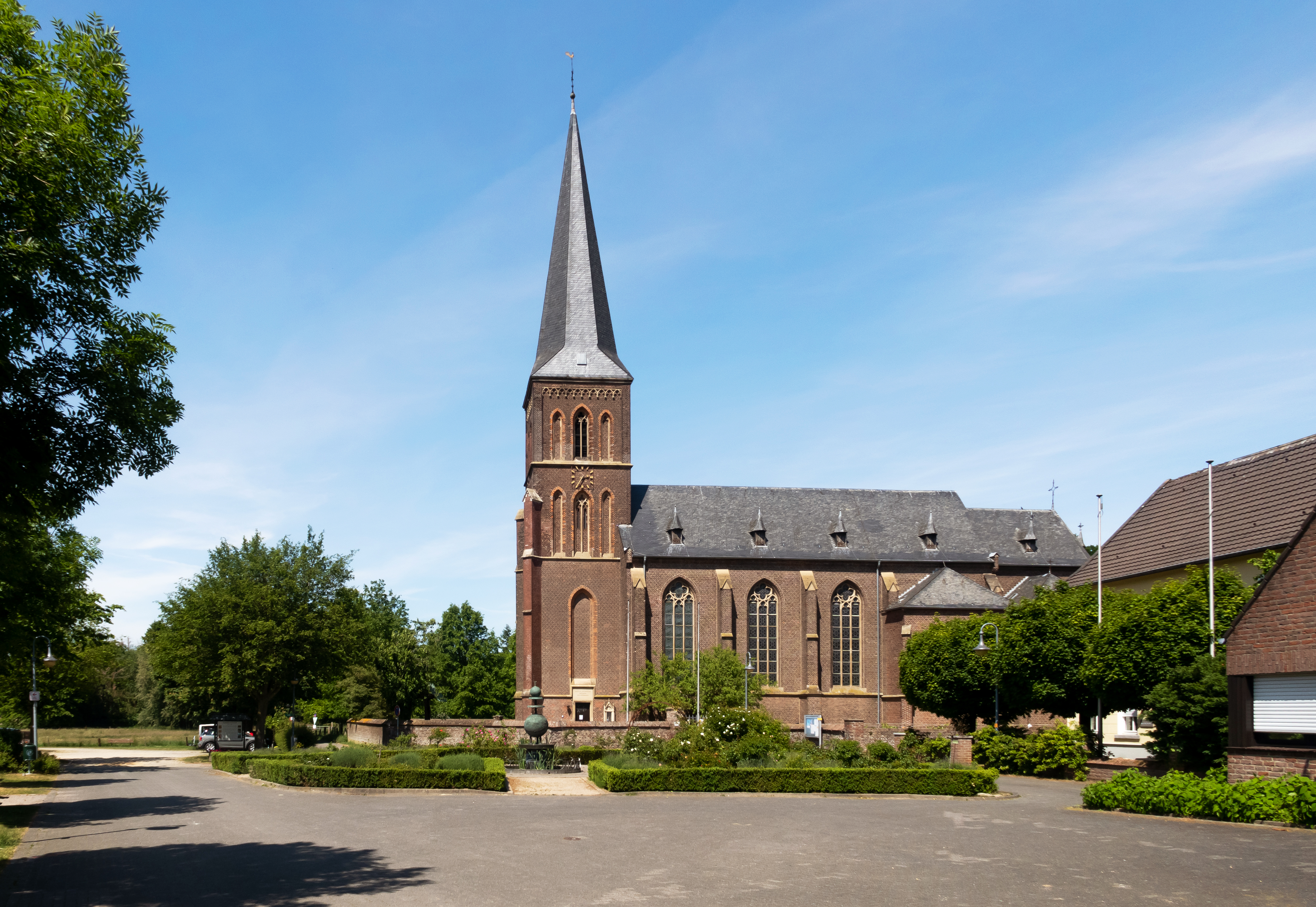
Kessel, la iglesia catolica: Pfarrkirche Sankt Stephanus